# Бјултон (Калифорнија)
Бјултон (енгл. Buellton) град је у америчкој савезној држави Калифорнија. По попису становништва из 2010. у њему је живело 4.828 становника.

## Демографија
Према попису становништва из 2010. у граду је живело 4.828 становника, што је 1.000 (26,1%) становника више него 2000. године.
| Група             | 2000.         | 2010.         |
| Белци             | 2.670 (69,7%) | 3.034 (62,8%) |
| Афроамериканци    | 21 (0,5%)     | 37 (0,8%)     |
| Азијати           | 42 (1,1%)     | 137 (2,8%)    |
| Хиспаноамериканци | 985 (25,7%)   | 1.451 (30,1%) |
| Укупно            | 3.828         | 4.828         |